# Le Barde immortel
Le Barde immortel (titre original : The Immortal Bard) est une micronouvelle d'Isaac Asimov publiée pour la première fois en mai 1954. Elle est disponible en français dans le recueil de nouvelles Espace vital.

## Publications
La nouvelle est parue aux États-Unis mai 1954 dans Universe Science Fiction.
Elle parait en France dans le recueil Espace vital en 1972.

## Résumé
Phineas Welch, physicien, explique à Scott Robertson, assistant d'anglais à l'université, qu'il est parvenu à ramener à notre époque Archimède, Isaac Newton, Galilée. Mais ces grands savants n'ont pas su s'adapter au monde moderne, alors il a essayé avec un artiste : William Shakespeare.
Quoi ! s'exclame Robertson, Shakespeare était là et il ne l'a pas rencontré !
Welch répond que Shakespeare enthousiasmé, a voulu relever le défi de cette ère nouvelle en devenant simple étudiant en lettres, inscrit au cours de Robertson sous un faux nom. Mais il a fini par retourner à son époque.
Mais pourquoi, demande Robertson désespéré ?
Eh bien, parce que Robertson l'avait recalé aux examens.